# Malanville
Malanville er en by i det nordlige Benin, beliggende ved Nigerfloden på grænsen til Niger. Byen har et befolkningstal (pr. 2007) på cirka 39.000, og er kendt for grænsehandel og risdyrkning.
1. ↑  instad.bj (fra Wikidata).